# Кларе (Горњопровансалски Алпи)
Кларе (фр. Claret) насеље је и општина у Француској у региону Прованса-Алпи-Азурна обала, у департману Горњопровансалски Алпи која припада префектури Форсалкје.
По подацима из 2011. године у општини је живело 251 становника, а густина насељености је износила 11,93 становника/km². Општина се простире на површини од 21,04 km². Налази се на средњој надморској висини од 610 метара (максималној 1254 m, а минималној 528 m).

## Демографија
| 1962. | 1968. | 1975. | 1982. | 1990. | 1999. | 2011. |
| ----- | ----- | ----- | ----- | ----- | ----- | ----- |
| 140   | 145   | 140   | 132   | 189   | 249   | 251   |

График промене броја становника у току последњих година